# Вангелия (сериал)
„Вангелия“ (на руски: Ванге́лия) е 12-сериен телевизионен игрален филм (биография), копродукция на Русия, Украйна и Беларус за българската пророчица Ванга (с официално име Вангeлия) от 2013 година.
Изготвен за Първи канал, филмът е осъществен от филмовите компании „Фаворит-Фильм“, „Film.ua“ и „New Wave Production“. Сниман е частично в България.
Премиерата му се състои на 18 септември 2013 година. Излъчването му в България започва по Българската национална телевизия на 19 март 2014 година.
В ролята на Вангeлия влизат 5 актриси: Елена Яковлева (в напреднала възраст), Ирина Рахманова (на средна възраст),
Наталия Николаева (млада), Даря Отрошко (на 12 години) и Кристина Пакарина (на 7 години).
Сред участващите в продукцията български актьори и актриси са Емилия Радева, Албена Ставрева, Анастасия Ингилизова, Даниел Димов, Ивайло Герасков, Кирил Ефремов, Красимир Ранков, Любо Нейков, Николай Мутафчиев, Николай Урумов, Руслан Мъйнов, Стоян Алексиев, Сашка Братанова, Марио Кръстев и др.

## В България
Сериалът, дублиран на български език, стартира в България на 19 март 2014 г. Излъчван е по БНТ 1 всяка сряда от 21 часа. Екипът се състои от:
| Обработка           | Продуцентски център „Външна телевизионна продукция“                                                 |
| ------------------- | --------------------------------------------------------------------------------------------------- |
| Преводач            | Тония Микова                                                                                        |
| Редактор            | Елисавета Каменова                                                                                  |
| Тонрежисьори        | Елена Симеонова Елеонора Карагьозова                                                                |
| Режисьор на дублажа | Елена Русалиева                                                                                     |
| Озвучаващи артисти  | Венета Зюмбюлева Татяна Захова Елисавета Господинова Христо Узунов Красимир Куцупаров Силви Стоицов |

На 25 януари 2021 г. се излъчва повторно по БНТ 2 с разписание всеки делник от 22:00 ч. и завършва на 15 февруари.